# Agrias levicki
Agrias levicki är en fjärilsart som beskrevs av Le Moult 1925. Agrias levicki ingår i släktet Agrias och familjen praktfjärilar. Inga underarter finns listade i Catalogue of Life.